# Camille Lefebvre
Pour les articles homonymes, voir Camille Lefebvre et Lefebvre.
Camille Lefebvre (Saint-Philippe-de-Laprairie, 14 février 1831 - Memramcook, 28 janvier 1895) est un prêtre et un professeur canadien de la congrégation de Sainte-Croix. Il a beaucoup contribué à l'éducation chrétienne et française dans les provinces atlantiques du Canada.

## Biographie
Né à Saint-Philippe-de-Laprairie, dans le Bas-Canada, il était le dixième enfant de son père et le troisième de sa mère. Il fut élevé dans la pauvreté au sein d'une famille nombreuse, avec huit enfants dans la maison familiale.
Sa mère lui apprit à lire et il fut instruit dans une école locale avant de devenir lui-même instituteur auprès des jeunes gens. La situation financière du pays était alors en piètre état et il voulut de tout son cœur améliorer le niveau d'instruction  de ses confrères et consœurs  canadiens.
En 1852, il entre dans la congrégation de Sainte-Croix dans la ville de Saint-Laurent, à proximité de Montréal. Au séminaire, il est décrit comme un jeune homme sérieux, déterminé, discipliné et obéissant. Les archives notent cependant qu'il obéissait aux règlements par intelligence de cœur plutôt qu'en vertu de l'obéissance pure et simple.
En 1855, il reçoit l'ordre de l'évêque de Montréal, Mgr Ignace Bourget. Il est ensuite nommé vicaire à Saint-Eustache. Vers le milieu de la vingtaine, il éprouve des difficultés face à sa vocation en se montrant irrité face à la bureaucratie paroissiale. L'évêque Bourget le prit de bon cœur et lui pardonna pour son excès de zèle et d'enthousiasme. Le père Lefebvre se montrait volontiers aimable avec ses compagnons de travail.
En 1860, il quitte Saint-Eustache et se rend à la paroisse voisine de Sainte-Rose. Il y donna des cours de catéchèse qui connurent un succès, ce qui lui garantit une place dans le cours commercial de la paroisse de Saint-Aimé dans le diocèse de Saint-Hyacinthe. Pendant cette période, il acquit une réputation d'habile économe et d'excellent prédicateur.
En 1863, alors que le père Charles Moreau, visiteur général de la Congrégation de Sainte-Croix séjourne dans l'État de New York, Mgr John Sweeney, évêque de Saint-Jean lui explique toutes les difficultés vécues par les catholiques de langue française du Nouveau-Brunswick. Ceux-ci, bien qu'ils pussent faire des études jusqu'à un certain âge, ne disposaient pas encore de collèges supérieurs nécessaires pour former les élites et les professionnels de la société. L'année suivante, Camille Lefebvre part vers le Nouveau-Brunswick avec Mgr Sweeney, sous la recommandation du père Moreau.
Le père Lefebvre fonde donc en 1864 le Collège Saint-Joseph, une institution qui gagnera d'importance avec le temps dans la province du Nouveau-Brunswick. En 1868, le bâtiment du collège est détruit lors d'un incendie et Lefebvre doit recommencer son œuvre. En 1869, il est nommé vicaire général des Acadiens par Mgr Thomas Louis Connolly.
En 1871, on lui propose de devenir provincial de sa congrégation, et il finit par accepter la nomination à la suite de pressions. Pour encourager la vie religieuse, il aide Marie-Léonie Paradis dans la fondation des Petites Sœurs de la Sainte-Famille en 1874. Il demeura en poste jusqu'en 1880 et reçut entre-temps le titre de missionnaire apostolique des Maritimes. Il voyagea et raffermit les liens entre les différents établissements scolaires qu'il avait contribué à fonder.
En matière d'éducation, Lefebvre était partisan d'une approche commune entre les Québécois et les Acadiens, ce qui a prêté à polémique dans les cercles nationalistes acadiens. Il croyait que les francophones d'Amérique partageaient un destin commun et ne souhaitait pas exagérer les particularismes locaux. Par contre, il ne manquait jamais de patriotisme et s'employait à enseigner le poème Évangéline avec une ardeur remarquable.
En 1880, il célèbre le vingt-cinquième anniversaire de son sacerdoce devant une foule d'admirateurs au collège Saint-Joseph. Bien qu'il n'ait pas grandi parmi eux, il était beaucoup apprécié de la part des Acadiens parce qu'il leur avait donné des élites, parce qu'il leur avait donné de l'instruction mais surtout parce qu'il leur avait donné la confiance en eux-mêmes pour enfin dépasser le triste état de seulement survivre.
En 1889, il reçoit les félicitations du ministre fédéral John Costigan à l'occasion du vingt-cinquième anniversaire du collège de Memramcook. Un buste de lui-même réalisé par le sculpteur Louis-Philippe Hébert et un doctorat honorifique de l'Université Laval lui sont remis alors qu'il demeure dans la vieillesse en 1894.
Il meurt le 28 janvier 1895 à Memramcook à l'âge de 63 ans, il a reçu les éloges de Edme Rameau de Saint-Père et Pascal Poirier au moment de sa mort, qui lui rendirent hommage en écrivant qu'il était un bienfaiteur et un libérateur de son peuple.

## Hommages
La ville de Québec a une rue nommée en son honneur depuis 2010 dans l'arrondissement Beauport.